# Цзи (оружие)

Гэ и цзи

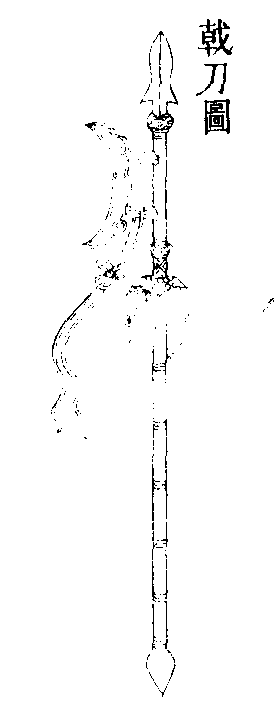
Цинлун цзи (лазурный дракон цзи) в энциклопедии Гуцзинь тушу цзичэн

Цзи (кит. трад. 戟, пиньинь jǐ) — китайское древковое оружие, использовавшееся в той или иной форме более трёх тысячелетий, со времён династии Шан до конца империи Цин. Оно по-прежнему применяется в учебных целях во многих китайских боевых искусствах.
Цзи изначально являлось гибридом между копьём цян и древковым оружием гэ. Оно было довольно распространённым оружием пехоты в древнем Китае, также им пользовались кавалерия и колесницы.
Во времена империи Сун название цзи относилось к нескольким видам оружия, но моделью для этого оружия послужили копья, а не древние цзи. Одно из них было названо цинлун цзи (кит. трад. 青龍戟, упр. 青龙戟, буквально: «лазурный дракон цзи»), и имело наконечник с серповидным лезвием на одной стороне. Другое, фантянь цзи (кит. упр. 方天戟, буквально: «квадратное небо цзи»), имело наконечник с серповидными лезвиями с обеих сторон. Они имели несколько способов атаки: боковыми лопастями или лопатками, наконечником, а также противовесом, которыми можно было ударить противника.
Оружие цзи стало популярным благодаря историческому персонажу, известному как Люй Бу. Его оружие называлось фантяньхуа цзи (кит. 方天画戟).